# Temelucha hirsuta
Temelucha hirsuta là một loài tò vò trong họ Ichneumonidae.